# Eryk II (książę pomorski)

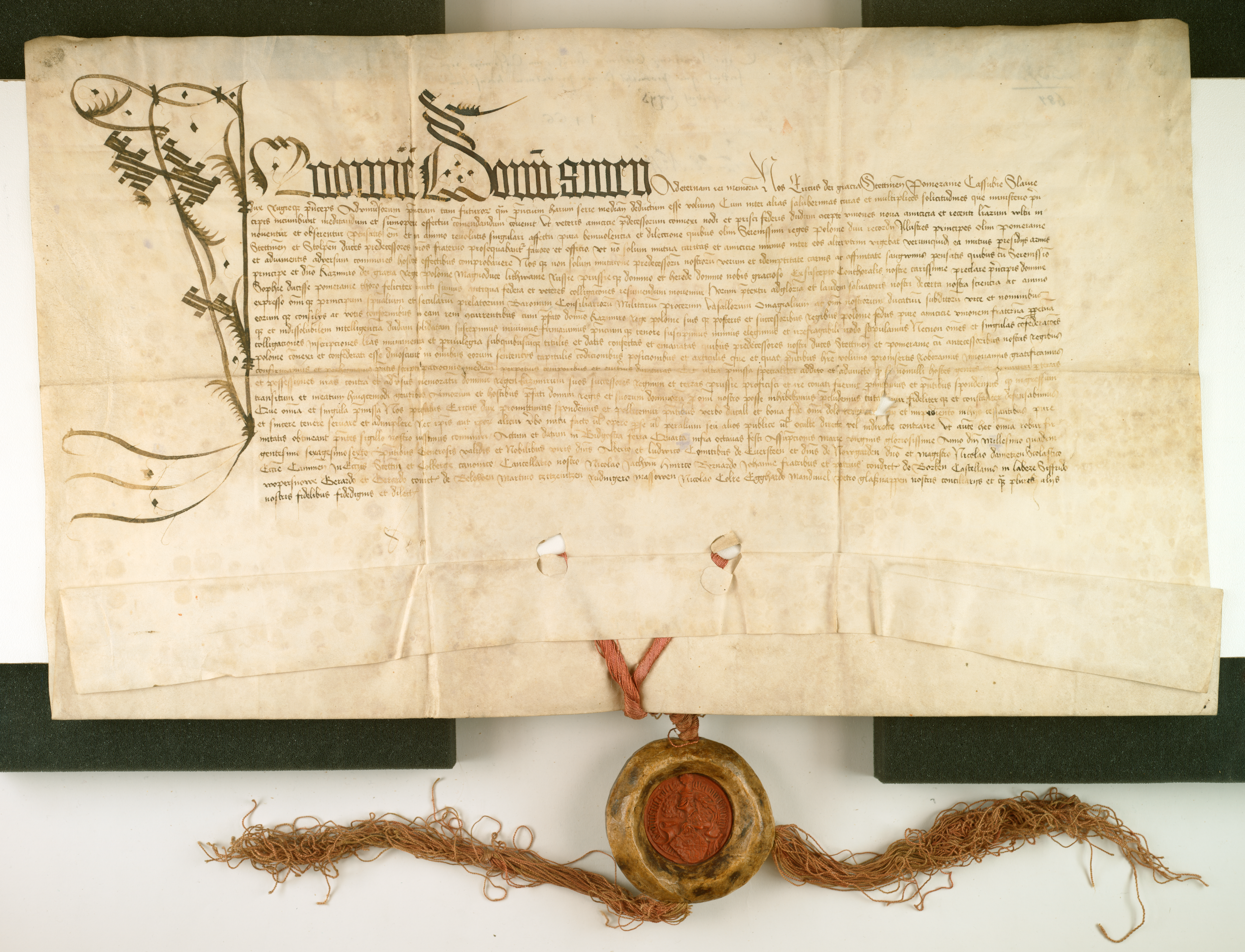
Eryk II zawiera przymierze z królem Polski Kazimierzem IV Jagiellończykiem w 1466 roku

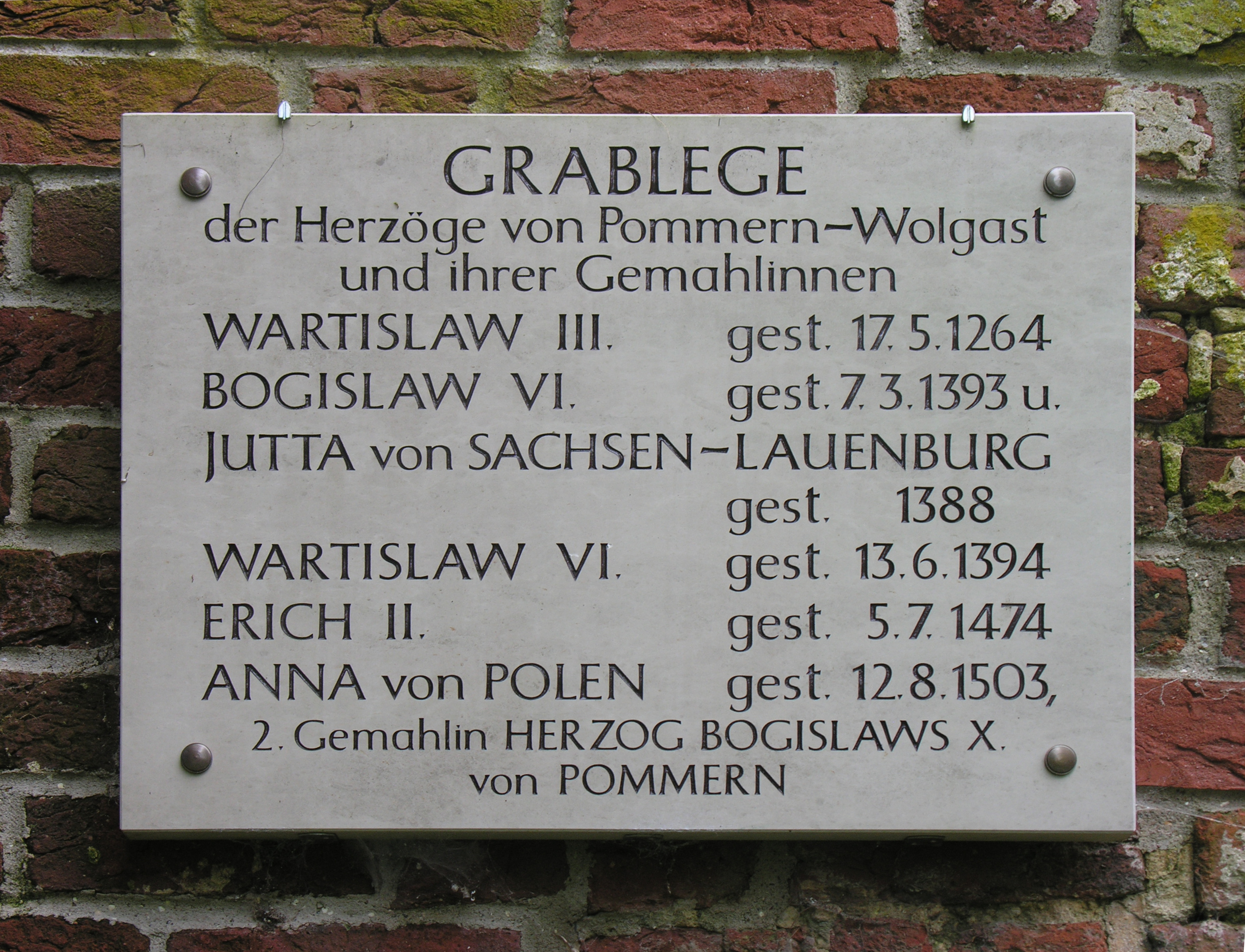
Tablica upamiętniająca pochówek Eryka II. (Eldena)

Eryk II, zwany Lienzerem (ur. w okr. 1418–1425 lub późn., zm. 5 lipca 1474 w Wołogoszczy) – syn Warcisława IX, księcia wołogoskiego i zjednoczonego księstwa (ziemie: wołogoska, bardowska i rugijska) oraz Zofii.

## Życie i panowanie
Najstarszy syn księcia Warcisława IX objął po jego śmierci (1457) władzę w księstwie wołogoskim, wraz z młodszym bratem Warcisławem X. Jako mąż księżniczki słupskiej Zofii (jedyne w historii dynastii małżeństwo dwojga Gryfitów) został jednak następcą Eryka I Pomorskiego, zdetronizowanego króla Danii, Szwecji i Norwegii, który następnie rządził księstwem słupskim. Objął w nim władzę po tym, jak zostawił księstwo wołogoskie bratu.
Eryk II w 1460 popadł w krótkotrwały konflikt zbrojny z Kazimierzem Jagiellończykiem o zajęte pograniczne miasta, zakończony 1461 dzięki pośrednictwu księżnej Zofii. W 1462 odzyskał zajętą przez Krzyżaków ziemię lęborsko-bytowską, którą otrzymał następnie od króla Polski jako lenno. Po śmierci w 1464 Ottona III, ostatniego księcia linii szczecińskiej przejął wraz z bratem jego dzielnicę i nie dopuścił do jej całkowitego przejęcia przez Brandenburczyków. Od tego czasu pozostawał w stanie wojny z Marchią Brandenburską. W 1468, mimo że zawarty został układ w Myśliborzu dwa lata wcześniej, utracił na jej rzecz ziemie: Wkrzańskie z Gardźcem po Szczecin i pomiędzy Odrą a Tywą po Banie i Gryfino. Próba zakończenia konfliktu w 1469 nie powiodła się, wobec rezygnacji Kazimierza Jagiellończyka z roli arbitra. W 1472, w wyniku układu zawartego pod naciskiem cesarza Fryderyka III, część ziem księstwa szczecińskiego, która pozostała mu w posiadaniu uznano za lenno brandenburskie. 
Zmarł 5 lipca 1474 w Wołogoszczy podczas zarazy. Został pochowany w klasztorze cystersów w Eldenie.

## Rodzina
W starszej literaturze przedmiotu istnieje pogląd o dwukrotnym małżeństwie Eryka II. Pierwszą żoną miała być prawdopodobnie Małgorzata, córka Henryka II, księcia meklemburskiego na Stargardzie, która zmarła przed ceremonią weselną. Współczesna genealogia odrzuca ten pogląd i skłania się do uznania Małgorzaty, jako narzeczonej. Poświadczona źródłowo jest natomiast Zofia, córka Bogusława IX, księcia stargardzkiego i słupskiego oraz Marii mazowieckiej. Było to jedyne w historii małżeństwo dwojga Gryfitów: wspólnym przodkiem małżonków był książę słupsko-wołogoski Warcisław IV, Eryk II był jego potomkiem w piątym pokoleniu, a Zofia w czwartym. Z ich związku wywodzą się wszyscy późniejsi przedstawiciele dynastii. Eryk II i Zofia mieli kilkanaścioro dzieci:
- Bogusława X Wielkiego (ur. 28 lub 29 maja 1454, zm. 5 października 1523) – księcia pomorskiego,
- Kazimierza VI (ur. najwcz. 1455, zm. w okr. 8–15 września 1474) – księcia pomorskiego,
- Elżbietę (I) (ur. ?, zm. 1463) – narzeczoną Jana V, księcia sasko-lauenburskiego,
- Zofię (ur. ok. 1462, zm. 26 (25?) kwietnia 1504) – narzeczoną Jana VI i żonę Magnusa II, synów Henryka IV Grubego, księcia meklemburskiego na Schwerinie,
- Elżbietę (II) (ur. najwcz. 1463, zm. po 22 października 1516) – ksienię klasztoru w Krumminie i przełożoną klasztoru benedyktynek w Verchen,
- Warcisława XI (ur. po 1465, zm. zap. 1474),
- Barnima (IX) (ur. po 1465, zm. 1474),
- NN, synów – zapewne zmarłych w młodym wieku,
- NN, córkę (ur. ?, zm. ?),
- Małgorzatę (ur. najp. 1470, zm. 27 marca 1526) – żonę Baltazara, księcia meklemburskiego na Schwerinie,
- Katarzynę (ur. 1470, zm. 1526) – żonę Henryka I Starszego, księcia brunszwickiego na Wolfenbüttel,
- Marię (ur. przed 5 lipca 1474, zm. 1512) – ksienię klasztoru cysterek w Wolinie[8].

### Genealogia
| Barnim VI ur. w okr. 1365–1372 zm. 22 lub 23 IX 1405 | Barnim VI ur. w okr. 1365–1372 zm. 22 lub 23 IX 1405 |                                                            |                                                            | Weronika ur. w okr. 1367–1374? zm. 1405 lub przed 22 IX 1408 | Weronika ur. w okr. 1367–1374? zm. 1405 lub przed 22 IX 1408 |  |  | Eryk IV ur. ? zm. 1411 | Eryk IV ur. ? zm. 1411 |                                 |                                 | Zofia brunszwicka ur. ? zm. ? | Zofia brunszwicka ur. ? zm. ? |
|                                                      |                                                      |                                                            |                                                            |                                                              |                                                              |  |  |                        |                        |                                 |                                 |                               |                               |
|                                                      |                                                      |                                                            |                                                            |                                                              |                                                              |  |  |                        |                        |                                 |                                 |                               |                               |
|                                                      |                                                      | Warcisław IX ur. 1395? lub w okr. 1395–1400 zm. 17 IV 1457 | Warcisław IX ur. 1395? lub w okr. 1395–1400 zm. 17 IV 1457 |                                                              |                                                              |  |  |                        |                        | Zofia ur. najwcz. 1374 zm. 1462 | Zofia ur. najwcz. 1374 zm. 1462 |                               |                               |
|                                                      |                                                      |                                                            |                                                            |                                                              |                                                              |  |  |                        |                        |                                 |                                 |                               |                               |
|                                                      |                                                      |                                                            |                                                            |                                                              |                                                              |  |  |                        |                        |                                 |                                 |                               |                               |
|                                                      |                                                      |                                                            |                                                            |                                                              |                                                              |  |  |                        |                        |                                 |                                 |                               |                               |

|                                                     |                                                     | Zofia ur. ok. 1434 zm. 24 VIII 1497 OO po 11 XI 1451  | Zofia ur. ok. 1434 zm. 24 VIII 1497 OO po 11 XI 1451  | Eryk II (ur. w okr. 1418–1425 lub poźn. zm. 5 VII 1474) | Eryk II (ur. w okr. 1418–1425 lub poźn. zm. 5 VII 1474) |                                         |                                         |                                                 |                                                 |
|                                                     |                                                     |                                                       |                                                       |                                                         |                                                         |                                         |                                         |                                                 |                                                 |
|                                                     |                                                     |                                                       |                                                       |                                                         |                                                         |                                         |                                         |                                                 |                                                 |
|                                                     |                                                     |                                                       |                                                       |                                                         |                                                         |                                         |                                         |                                                 |                                                 |
| Bogusław X Wielki ur. 28 lub 29 V 1454 zm. 5 X 1523 | Bogusław X Wielki ur. 28 lub 29 V 1454 zm. 5 X 1523 | Kazimierz VI ur. najwcz. 1455 zm. w okr. 8–15 IX 1474 | Kazimierz VI ur. najwcz. 1455 zm. w okr. 8–15 IX 1474 | Elżbieta (I) ur. ? zm. 1463                             | Elżbieta (I) ur. ? zm. 1463                             | Zofia ur. ok. 1462 zm. 26 (25?) IV 1504 | Zofia ur. ok. 1462 zm. 26 (25?) IV 1504 | Elżbieta (II) ur. najwcz. 1463 zm. po 22 X 1516 | Elżbieta (II) ur. najwcz. 1463 zm. po 22 X 1516 |
|                                                     |                                                     |                                                       |                                                       |                                                         |                                                         |                                         |                                         |                                                 |                                                 |
| Warcisław XI ur. po 1465 zm. zap. 1474              | Warcisław XI ur. po 1465 zm. zap. 1474              | Barnim (IX) ur. po 1465 zm. 1474                      | Barnim (IX) ur. po 1465 zm. 1474                      | NN, synowie (zmarli w młodym wieku)                     | NN, synowie (zmarli w młodym wieku)                     | NN, córka ur. ? zm. ?                   | NN, córka ur. ? zm. ?                   | Małgorzata ur. najp. 1470 zm. 27 III 1526       | Małgorzata ur. najp. 1470 zm. 27 III 1526       |
|                                                     |                                                     |                                                       |                                                       |                                                         |                                                         |                                         |                                         |                                                 |                                                 |
| Katarzyna ur. 1470 zm. 1526                         | Katarzyna ur. 1470 zm. 1526                         | Maria ur. przed 5 VII 1474 zm. 1512                   | Maria ur. przed 5 VII 1474 zm. 1512                   |                                                         |                                                         |                                         |                                         |                                                 |                                                 |

### Opracowania
- Dopierała B., Polskie losy Pomorza Zachodniego, Poznań 1970.
- Kazimierz Kozłowski, Jerzy Podralski, Gryfici. Książęta Pomorza Zachodniego, Szczecin: Krajowa Agencja Wydawnicza, 1985, ISBN 83-03-00530-8, OCLC 189424372. Brak numerów stron w książce
- Edward Rymar, Rodowód książąt pomorskich, Szczecin: Książnica Pomorska im. Stanisława Staszica, 2005, ISBN 83-87879-50-9, OCLC 69296056. Brak numerów stron w książce
- Szymański J.W., Książęcy ród Gryfitów, Goleniów – Kielce 2006, ISBN 83-7273-224-8.

### Literatura dodatkowa (opracowania)
- Zygmunt Boras, Książęta Pomorza Zachodniego, Poznań: Wydaw. Naukowe Uniwersytetu im. Adama Mickiewicza, 1996, ISBN 83-232-0732-1, OCLC 830122949. Brak numerów stron w książce
- Wojciech Myślenicki, Pomorscy sprzymierzeńcy Jagiellończyków, Poznań: Wydaw. Poznańskie, 1979, ISBN 83-210-0093-2, OCLC 830235564. Brak numerów stron w książce

### Literatura dodatkowa (online)
- Madsen U., Erich II. Herzog von Pommern-Wolgast, Hinterpommern und Stettin (niem.), [dostęp 2012-03-17].
- Schmidt R., Erich II. Herzog von Pommern (niem.) [w:] NDB, ADB Deutsche Biographie (niem.), [dostęp 2012-03-17].